# 阿诺德·J·莱文
阿诺德·J·莱文（1939年7月30日—）是一位美国分子生物学家，普林斯顿高等研究院系统生物学荣誉退休教授，知名于发现了肿瘤抑制基因p53。莱文1966年博士毕业于宾夕法尼亚大学，导师哈罗德·S·金斯伯格，1991年当选美国国家科学院院士，1995年当选美国国家医学院院士，1998年获路易莎·格罗斯·霍维茨奖和保罗·埃尔利希和路德维希·达姆施泰特奖，2000年获庆应医学奖。